# Tour de Flandes sub-23
El Tour de Flandes sub-23 (en neerlandès Ronde van Vlaanderen U23) és una carrera ciclista professional belga, germana petita del Tour de Flandes i limitada a corredors menors de 23 anys. Es disputa durant el mes d'abril des de 1996 i fins al moment Ludovic Capelle, amb dues victòries, és l'únic que ha repetit triomf. Des del 2007 la cursa forma part de la Copa de les Nacions UCI sub-23.
Anteriorment havia existit el Tour de Flandes amateur, que es disputà entre 1936 i 1995.

## Palmarès
| Anno      | Vincitore                            | Secondo                              | Terzo                                |
| --------- | ------------------------------------ | ------------------------------------ | ------------------------------------ |
| 1996      | Ludovic Capelle                      | Kris Matthijs                        | Nico Strynckx                        |
| 1997      | Ludovic Capelle                      | Karel Vereecke                       | Miquel van Kessel                    |
| 1998      | Jürgen Guns                          | Davy Daniels                         | Andy Vidts                           |
| 1999      | Kevin Hulsmans                       | Stijn Devolder                       | Wesley Theunis                       |
| 2000      | Bobbie Traksel                       | Frederik Willems                     | Yoeri Beyens                         |
| 2001      | Roy Sentjens                         | Danny Pate                           | Nick Nuyens                          |
| 2002      | Nick Nuyens                          | Wim De Vocht                         | Michail Timošin                      |
| 2003      | Wim De Vocht                         | Rory Sutherland                      | Will Frischkorn                      |
| 2004      | Giovanni Visconti                    | Claudio Corioni                      | Elia Rigotto                         |
| 2005      | Kenny Dehaes                         | Sebastian Langeveld                  | Nick Ingels                          |
| 2006      | Kevyn Ista                           | Thomas Berkhout                      | Gil Suray                            |
| 2007      | Alexandru Pliușchin                  | Michael Mørkøv                       | Sep Vanmarcke                        |
| 2008      | Gatis Smukulis                       | Jérôme Baugnies                      | Jan Ghyselinck                       |
| 2009      | Jan Ghyselinck                       | Rasmus Guldhammer                    | John Degenkolb                       |
| 2010      | Marko Kump                           | Michael Matthews                     | Sven Vandousselaere                  |
| 2011      | Salvatore Puccio                     | Toms Skujiņš                         | Andžs Flaksis                        |
| 2012      | Kenneth van Bilsen                   | Sean de Bie                          | Kristian Sbaragli                    |
| 2013      | Rick Zabel                           | Dylan Groenewegen                    | Magnus Cort Nielsen                  |
| 2014      | Dylan Groenewegen                    | Kristoffer Skjerping                 | Tiesj Benoot                         |
| 2015      | Alexander Edmondson                  | Gianni Moscon                        | Truls Engen Korsæth                  |
| 2016      | David Per                            | Jonathan Dibben                      | Corentin Ermenault                   |
| 2017      | Edward Dunbar                        | Jasper Philipsen                     | Jérémy Lecroq                        |
| 2018      | James Whelan                         | Max Kanter                           | Robert Stannard                      |
| 2019      | Andreas Stokbro                      | Cédric Beullens                      | Jake Stewart                         |
| 2020-2021 | Suspeses per la pandèmia de Covid-19 | Suspeses per la pandèmia de Covid-19 | Suspeses per la pandèmia de Covid-19 |